# Simfonia 3 (Mendelssohn)

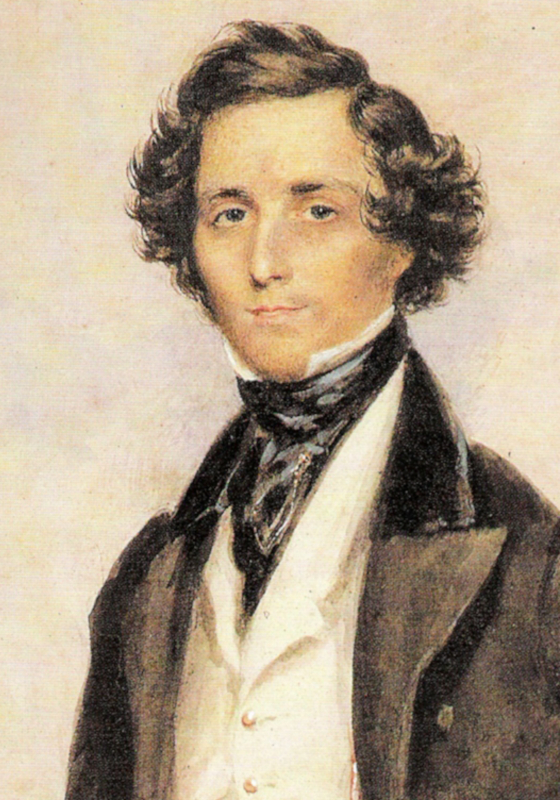
Portret de James Warren Childe,1839

Simfonia a 3-a în La minor, Op. 56, cunoscută și sub numele de „Scoțiană”, este o simfonie compusă de Felix Mendelssohn între anii 1829 și 1842.

## Istorie
Mendelssohn a fost inspirat inițial să compună această simfonie în timpul primei sale vizite în Anglia în 1829. După o serie de spectacole reușite în Londra, Mendelssohn a început un tur al Scoției cu prietenul său Karl Klingemann. Pe 30 iulie, Mendelssohn a vizitat ruinele Capelei Holyrood la Palatul din Holyrood în Edinburgh, unde, cum a povestit familiei sale într-o scrisoare, el a găsit inspirația pentru piesă:
„Într-un amurg adânc am fost astăzi la palatul unde Regina Maria(Queen Mary) a trăit și a iubit...Capela de dedesupt este acum fără acoperiș. Iarba și iedera prosperă acolo și în altarul spart unde Regina Maria(Queen Mary) a fost încoronată Regină a Scoției. Totul este ruinat, stricat iar cerul liber este noul ei acoperiș. Cred că am găsit acolo începutul simfoniei mele scotiene.”
Pe lângă această descriere, Mendelssohn a anexat scrisorii sale o bucată de hârtie cu măsurile de început la ceea ce avea să devină tema de început a simfoniei. Câteva zile mai târziu, Mendelssohn și însoțirii lui au vizitat coasta de Vest a Scoției și insula Staffa, care l-au inspirat pe compozitor să înceapă „the Hebrides”. După ce a terminat prima versiune a operei „the Hebrides”, Mendelssohn și-a continuat munca la schițele sale inițiale la ceea ce avea să devină Simfonia a 3-a în timp ce vizita Italia. În orice caz, s-a chinuit să facă progres așa că după 1831 a lăsat piesa deoparte.
Nu se știe cu exactitate când Mendelssohn a continuat munca sa la această simfonie (schițele sugerează că s-ar fii întors la prima parte spre sfârșitul anilor 1830) dar cu siguranță el lucra serios la piesă în 1841, finalizând-o în Berlin la 20 ianuarie 1842. Cu toate că a fost a 5-a si ultima simfonie a lui Mendelssohn care avea să fie terminată, a fost a 3-a care a fost publicată, și este știută de majoritatea persoanelor ca simfonia a 3-a. Curios este că deși și-a descris opera ca „Simfonia Scoțiană” familiei sale în 1829, când opera a fost publicată în 1842, Mendelssohn nu a atras niciodată public inspirația Scoțiană a simfoniei, și este discutabil dacă el a vrut ca opera finală să se numească sau nu „Scoțiană”.  De când proveniența Scoțiană a operei a devenit cunoscută, după moartea compozitorului, publicul i-a fost greu să nu audă piesa ca și o evocare a sălbaticelor dar romantice peisaje ale Nordului – chiar dacă asocierile pitorești au cauzat audiențelor să treacă cu vederea multe alte calități muzicale ale acestei simfonii.

## Premiera
Premiera a avut loc pe 3 martie 1842 în Leipzig Gewandhaus.

## Instrumentalul
Opera a fost compusă pentru o orchestră care constă din 2 flauturi, 2 oboaie, 2 clarinete în Si ♭ și La, 2 fagoți, 2 cornuri în Do și La. 2 cornuri în Mi, Fa și Re, 2 trompete în Re, tobe și corzi.

## Structura
Simfonia lui Mendelssohn are 4 părți interconectate:
1. Andante con moto – Allegro un poco agitato (în La minor și în formă de sonată în introducere);
2. Vivace non troppo (în Fa major și sub formă de sonată);
3. Adagio (în La major și sub formă de sonată abreviată);
4. Allegro vivacissimo – Allegro maestoso assai (în La minor –> La major și sub formă de sonată);

În mod normal, Mendelssohn a vrut ca părțile să fie cântate fără pauză, subliniind conexiunea dintre părțile simfoniei făcându-le să crească din transformarea tematică continuă a idei lui originale notată în 1829, prezentată în introducerea înceată a primei părți. Pe lângă grija excesivă pentru unitate muzicală, scopul emoțional al operei este larg, constând dintr-o întunecată și furtunoasă primă parte, o veselă și scurtă a doua parte, o parte înceată care menține o luptă vizibilă între dragoste și credință, și un final care are componente preluate dintr-un dans folk scoțian. A doua parte este atât melodic cât și ritmic în stilul muzicii folk scoțiene, folosind note ale gamei pentatonice și caracteristicul ritm scoțian „snap”, chiar dacă nu au fost găsite niciodată citări directe. O nuvelă prezintă minciuni în coada finalului, unde Mendelssohn introduce  o nouă temă maiestuoasă  în La major ca să încheie opera într-o manieră contrastantă finalului de până atunci în La minor. Vrând un imn victorios și intenționat de Mendelssohn pentru a face aluzie unui cor vocal masculin, aceasta încheiere se întoarce la tonul baladic a introducerii primei părți, transformând materialul piesei originale, pe care Mendelssohn l-a avut cu 12 ani înainte. Muzicieni contemporani precum Robert Schumann au găsit acest efect foarte poetic, chiar dacă unii critici ai secolului 20 au arătat un dezgust pentru „finalul fericit”. Dirijorului Otto Klemperer, spre exemplu, nu i-a plăcut acest final și a scris propria sa versiune într-un mod similar caracterului general al acelei părți. Există înregistrări cu acesta dirijând ambele încheieri. În orice caz, eliminarea sfârșitului maiestos distruge structura ciclică complicată pe care Mendelssohn a creat-o de-a lungul celor patru părți ale simfoniei, iar în ziua de azi criticii sunt înclinați să recunoască sfârșitul original al compozitorului.